# Tom London
Pour les articles homonymes, voir London.
Tom London (nom de scène de Leonard Thomas Clapman), né le 24 août 1889 à Louisville (Kentucky) et mort le 5 décembre 1963 à Los Angeles (quartier de North Hollywood, Californie), est un acteur américain.

## Biographie

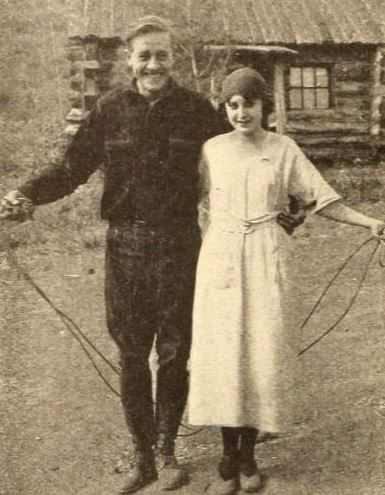
Avec Virginia Brown Faire, en 1920 (photo promotionnelle)

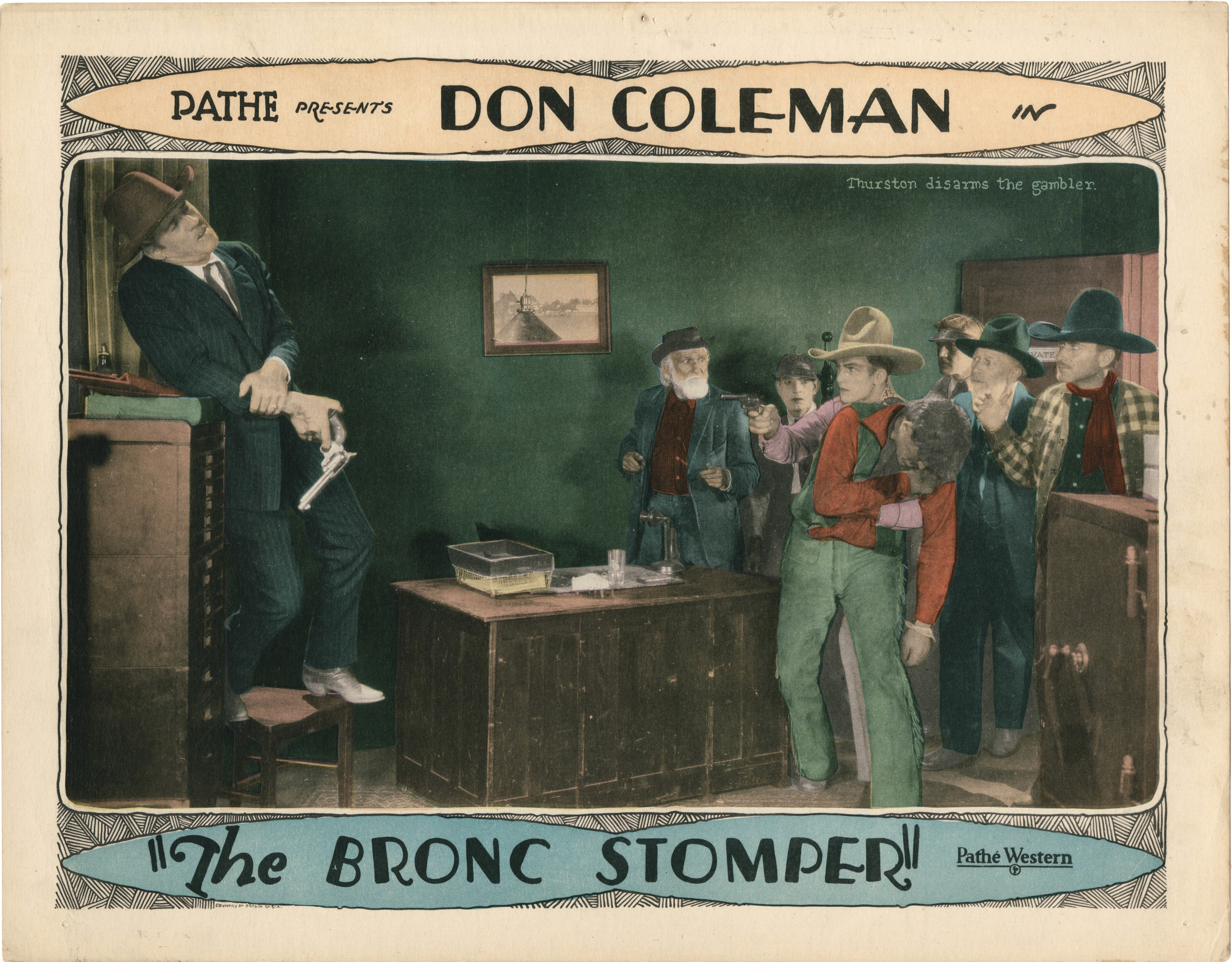
The Bronc Stomper (1928), poster promotionnel (avec Tom London à g.)

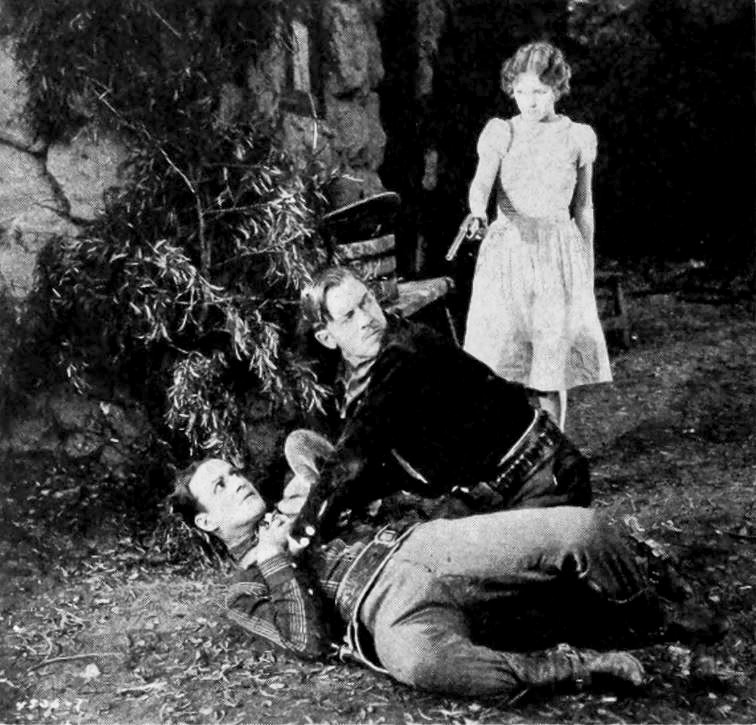
The Harvest of Hate (1929), avec Jack Perrin, Tom London et Helen Foster (de g. à d.)

Il débute au cinéma durant la période du muet, sous son véritable nom de Leonard Clapman, dans le court métrage Lone Larry d'Henry MacRae (avec Eileen Sedgwick et Scott Pembroke), sorti en 1915, avant d'adopter en 1925 le nom de scène de Tom London. Acteur de second rôle (souvent non crédité) très prolifique, surtout dans le genre du western, il contribue durant sa carrière à plus de six-cents films américains. Le dernier est Lutte sans merci de Philip Leacock (avec Alan Ladd et Rod Steiger), sorti en 1962.
Parmi ses films notables, mentionnons The Purple Mask de Francis Ford et Grace Cunard (1916, avec les coréalisateurs), L'Appel de la vallée de Victor Fleming (1923, avec Richard Dix et Lois Wilson), La Blonde platine de Frank Capra (1931, avec Loretta Young et Jean Harlow), le serial Zorro Rides Again de William Witney et John English (1937, avec Noah Beery et John Carroll), ou encore les westerns La Ruée sanglante d'Albert S. Rogell (1943, avec Martha Scott et John Wayne) et Le train sifflera trois fois de Fred Zinnemann (1952, avec Gary Cooper et Grace Kelly).
À la télévision américaine, il contribue à quarante-sept séries (là aussi souvent dans le domaine du western), depuis Les Aventures de Kit Carson (quatre épisodes, 1951-1955) jusqu'à The Dakotas (en) (un épisode, 1963). Entretemps, citons Schlitz Playhouse of Stars (quatre épisodes, 1954-1956) et Laramie (sept épisodes, 1959-1961).
Tom London meurt à 74 ans, fin 1963. Il est inhumé au Forest Lawn Memorial Park de Glendale (Californie).

## Filmographie partielle

### Cinéma

#### Années 1910
- 1916 : The Purple Mask de Francis Ford et Grace Cunard : Robert Jackson, l'inventeur
- 1918 : Les Mystères de la jungle (en) (The Lion's Claw) de Jacques Jaccard et Harry Harvey (serial) : Reglis
- 1919 : The Lone Star Ranger de J. Gordon Edwards : rôle non spécifié

#### Années 1920
- 1922 : Nan of the North de Duke Worne (serial) : Dick Driscoll
- 1923 : Jusqu'au dernier homme (The Last Man) de Victor Fleming : Guy
- 1923 : Les Lois de l'hospitalité (Our Hospitality) de Buster Keaton et John G. Blystone : James Canfield
- 1923 : L'Appel de la vallée (The Call of the Canyon) de Victor Fleming : Lee Stanton
- 1925 : Winds of Chance de Frank Lloyd : Sergent Rock
- 1925 : Luck and Sand de Leo D. Maloney : Sanger
- 1926 : Chasing Trouble de Milburn Morante : Jerome Garrett
- 1927 : Le Roi des rois (The King of Kings) de Cecil B. DeMille : un soldat romain
- 1928 : The Bronc Stomper de Leo D. Maloney : Alan Riggs
- 1928 : In Old Arizona d'Irving Cummings et Raoul Walsh : un cowboy au saloon
- 1929 : The Harvest of Hate (en) d'Henry MacRae : Martin Trask
- 1929 : Quartier chinois (Chinatown Nights) de William A. Wellman : un policier
- 1929 : Hell's Heroes ou Far West de William Wyler : un croupier
- 1929 : La Garde noire (The Black Watch) de John Ford : un soldat de la Garde noire
- 1929 : Les Nuits de New York (New York Nights) de Lewis Milestone : un policier

#### Années 1930
- 1930 : À l'Ouest, rien de nouveau (All Quiet on the Western Front) de Lewis Milestone : le premier médecin-ordonnance
- 1930 : La Tourmente (The Storm) de William Wyler : un policier monté
- 1930 : L'Amérique a soif (See America Thirst) de William J. Craft : Spumoni Hood
- 1930 : Trois de la cavalerie (Troupers Three) de B. Reeves Eason et Norman Taurog : Sergent Hank Darby
- 1930 : Safety in Numbers de Victor Schertzinger : un motard
- 1930 : Épouses à louer (Borrowed Wives) de Frank R. Strayer : Mac, policier à moto
- 1930 : The Third Alarm d'Emory Johnson : Tom, un pompier
- 1931 : The Galloping Ghost de B. Reeves Eason et Benjamin H. Kline (serial) : Mullins
- 1931 : La Loi du ranch (Range Law) de Phil Rosen : Cleve
- 1931 : La Blonde platine (Platinum Blonde) de Frank Capra : un journaliste
- 1931 : Le Défilé du Diable (Two Gun Man) de Phil Rosen : Lem Tolliver
- 1931 : Tribunal secret (The Secret Six) de George W. Hill : un gangster
- 1931 : West of Broadway d'Harry Beaumont : un homme de main
- 1931 : Le Tueur de l'Arizona (Arizona Terror) de Phil Rosen : Chuckawalla
- 1932 : La Bête de la cité (The Beast of the City) de Charles Brabin : le premier policier tué dans le raid final
- 1932 : Shopworn de Nick Grinde : Pa Lane
- 1932 : The Silver Lining d'Alan Crosland : un agresseur à Central Park
- 1932 : Le Treizième Invité (The Thirteenth Guest) d'Albert Ray : Carter, un détective
- 1933 : La Ruée fantastique (The Thindering Herd) d'Henry Hathaway : un homme de main
- 1933 : Kaspa, fils de la brousse (King of the Jungle) de H. Bruce Humberstone et Max Marcin : un employé aux lions
- 1933 : Gabriel au-dessus de la Maison-Blanche (Gabriel Over the White House) de Gregory La Cava : un agent des services secrets
- 1933 : Sunset Pass d'Henry Hathaway : Ben
- 1933 : L'Homme de Monterey (The Man from Monterey) de Mack V. Wright : Lieutenant Adams
- 1933 : Man of the Forest d'Henry Hathaway : un rancher
- 1933 : Grande Dame d'un jour (Lady for a Day) de Frank Capra : un invité de la fête
- 1933 : Nuits de Broadway (Broadway Through a Keyhole) de Lowell Sherman : un équipier de Rocci
- 1933 : Smoky d'Eugene Forde : un vendeur de chevaux
- 1934 : Beggars in Ermine de Phil Rosen : un sidérurgiste
- 1934 : Hollywood Party de Richard Boleslawski et autres : Paul Revere
- 1934 : When Lightning Strikes de Burton L. King et Harry Revier : Wolf
- 1934 : The Vanishing Shadow de Lew Landers (serial) : un policier (ch. 1-4)
- 1934 : Patte de chat (The Cat's-Paw) de Sam Taylor : Murph, un policier
- 1934 : Toute la ville en parle (The Whole Town's Talking) de John Ford : un garde
- 1935 : Le Cavalier miracle (The Miracle Rider)de B. Reeves Eason et Armand Schaefer (serial) : Sewell
- 1935 : Je veux être une lady (Goin' to Town) d'Alexander Hall : un cowboy
- 1935 : Le Chant du Far West (Tumbling Tumbleweeds) de Joseph Kane : Sykes, un homme de main
- 1935 : Mexico et retour (Red Salute) de Sidney Lanfield : un officier de marine
- 1935 : This Is the Life de Marshall Neilan : un policier sur l'autoroute
- 1935 : Ville sans loi (Barbary Coast) d'Howard Hawks : un client avec une fille de salle
- 1935 : À travers l'orage (Way Down East) d'Henry King : un membre de la chorale paroissiale
- 1935 : L'Île des rayons de la mort (The Fighting Marines) de B. Reeves Eason et Joseph Kane (serial) : Miller
- 1936 : Guns and Guitars de Joseph Kane : Connor
- 1936 : Skull and Crown d'Elmer Clifton : Jennings
- 1936 : The Lawless Nineties de Joseph Kane : Ward
- 1936 : The Phantom Rider de Ray Taylor (serial) : Tex, un homme de main (ch. 11-14)
- 1936 : Carolyn veut divorcer (The Bride Walks Out) de Leigh Jason : un officier du bateau
- 1936 : The Border Patrolman de David Howard
- 1936 : Ramona d'Henry King : un colon américain
- 1937 : Sa dernière chance (This Is My Affair) de William A. Seiter : un admirateur de Lil
- 1937 : Angel's Holiday de James Tinling : un camionneur
- 1937 : Outlaws of the Orient d'Ernest B. Schoedsack : Red
- 1937 : Jungle Menace de George Melford et Harry L. Fraser (serial) : le détective interrogeant Pete
- 1937 : Springtime in the Rockies de Joseph Kane : Tracy
- 1937 : Zorro Rides Again ou Le Retour de Zorro de William Witney et John English (serial) : O'Shea
- 1938 : The Renegade Ranger de David Howard : Red
- 1938 : Santa Fe Stampede de George Sherman : le marshal Jim Wood
- 1938 : Les Justiciers du Far-West (The Lone Ranger) de William Witney et John English (serial) : Felton
- 1938 : Juvenile Court de D. Ross Lederman : un policier sur le lieu de l'accident
- 1938 : Zorro l'homme-araignée (The Spider's Web) de James W. Horne et Ray Taylor (serial) : un policier à la banque
- 1939 : Le Brigand bien-aimé (Jesse James) d'Henry King et Irving Cummings : un soldat
- 1939 : Le Lien sacré (Made for Each Other) de John Cromwell : un ranger
- 1939 : Laissez-nous vivre (Let Us Live) de John Brahm : un sergent de police
- 1939 : The Man from Texas d'Albert Herman : Slim
- 1939 : Les Cavaliers de la nuit (The Night Riders) de George Sherman : Wilson
- 1939 : Le Premier Rebelle (Allegheny Uprising) de William A. Seiter : un colon au moulin de MacDougall

#### Années 1940

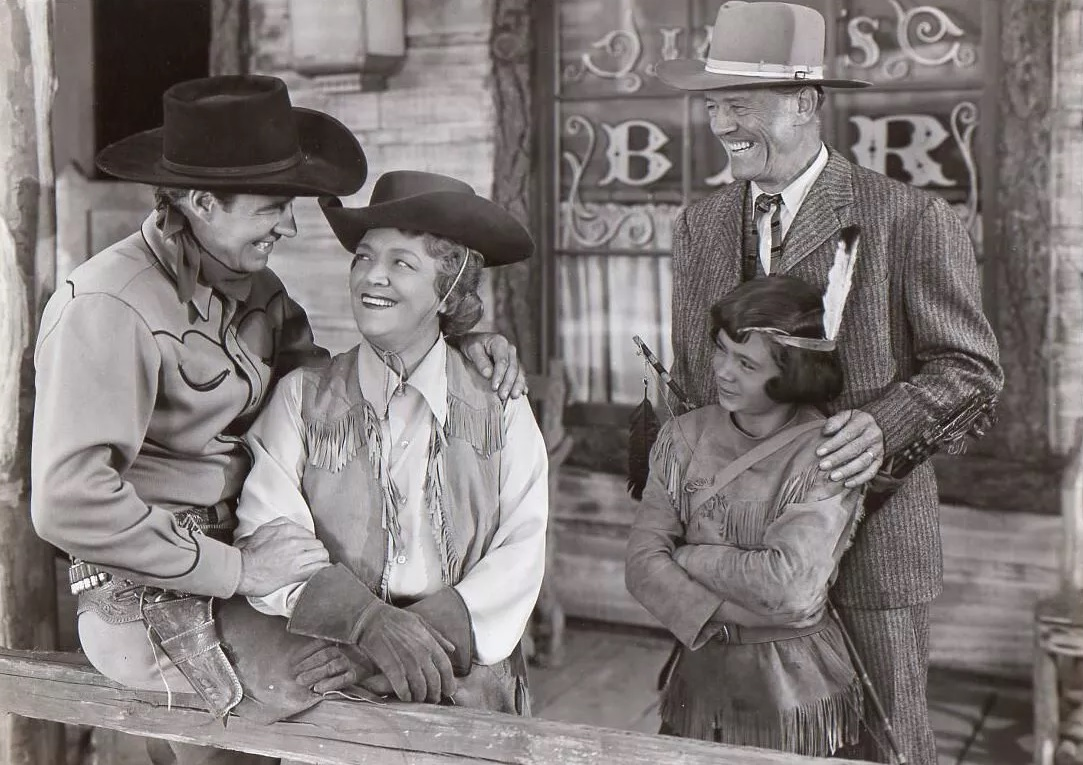
Conquest of Cheyenne (1946), avec Wild Bill Elliott, Alice Fleming, Robert Blake enfant et Tom London
(de g. à d.)

- 1940 : Ghost Valley Raiders de George Sherman : Shériff
- 1940 : Le Fantôme du cirque (The Shadow) de James W. Horne (serial) : le camionneur détourné
- 1940 : Covered Wagon Days de George Sherman : Martin
- 1940 : Le Grand Passage (Northwest Passage) de King Vidor : un ranger
- 1940 : En mauvaise passe (Lone Star Raiders) de George Sherman
- 1940 : L'Escadron noir (Dark Command) de Raoul Walsh : un messager
- 1940 : Lillian Russell d'Irving Cummings : Frank
- 1940 : Les Dalton arrivent (When the Daltons Rode) de George Marshall : un lyncheur
- 1940 : L'Odyssée des Mormons (Brigham Young) d'Henry Hathaway : un pillard
- 1940 : La Fièvre du pétrole (Boom Town) de Jack Conway : le shérif Harris
- 1941 : Les Pionniers de la Western Union (Western Union) de Fritz Lang : un homme de main
- 1941 : Billy le Kid le réfractaire (Billy the Kid) de David Miller et Frank Borzage : un meneur
- 1941 : Le Dernier des Duane (Last of the Duanes) de James Tinling : Bland
- 1942 : La Vallée du soleil (Valley of the Sun) de George Marshall : le soldat Parker
- 1942 : Spy Smasher de William Witney (serial) : Crane
- 1942 : Robin des Bois cow-boy (Red River Robin Hood) de Lesley Selander : le shérif Del Auston
- 1942 : L'Étrange Incident (The Ow-Bow Incident) de William A. Wellman : un shérif-adjoint
- 1942 : Far West (American Empire) de William C. McGann : un cavalier de la bande à Crowder
- 1942 : Arizona Terrors de George Sherman : Rancher Wade
- 1942 : Lone Star Ranger de James Tinling : le fabricant et vendeur de flèches
- 1943 : Batman de Lambert Hillyer (serial) : Andrews
- 1943 : La Ruée sanglante (In Old Oklahoma) d'Albert S. Rogell : Tom, le fermier dans le train
- 1943 : La Loi du Far West (The Woman of the Town) de George Archainbaud : un homme de main de Crockett
- 1944 : Alerte aux marines (The Fighting Seabees) d'Edward Ludwig : Johnson
- 1944 : Captain America d'Elmer Clifton et John English (serial) : Mack (ch. 7)
- 1944 : La Femme et le Monstre (The Lady and the Monster) de George Sherman : l'homme suivant Cory
- 1944 : Zorro le vengeur masqué (Zorro's Black Whip) de Spencer Gordon Bennet et Wallace Grissell (serial) : Commissaire James Bradley
- 1944 : Faces in the Fog de John English : le gérant du parking
- 1945 : Earl Carroll Vanities de Joseph Santley : Tom, le portier
- 1945 : Sunset in El Dorado de Frank McDonald : le shérif Gridley
- 1945 : La Belle de San Francisco (Flame of Barbary Coast) de Joseph Kane : Thompson
- 1945 : Bells of Rosarita de Frank McDonald : le gardien à l'entrée du studio
- 1945 : Behind City Lights de John English : Andrew Coleman
- 1945 : La Femme du pionnier (Dakota) de Joseph Kane : un ancien
- 1946 : Meurtre au music-hall (Murder in the Music Hall) de John English : l'officier de police Ryan
- 1946 : Conquest of Cheyenne (en) de R. G. Springsteen : le shérif Dan Perkins
- 1946 : Affairs of Geraldine de George Blair : un acteur au studio
- 1947 : Le Fils de Zorro (Son of Zorro) de Spencer Gordon Bennet et Fred C. Brannon : Mark Daniels
- 1947 : Dick Tracy contre La Griffe (Dick Tracy's Dilemma) de John Rawlins : un policier en patrouille
- 1947 : Le Bébé de mon mari (That's My Man) de Frank Borzage : un parieur aux courses
- 1947 : Blackmail de Lesley Selander : Tom, le caissier
- 1947 : Jenny et son chien (Driftwood) d'Allan Dwan : un citoyen
- 1948 : Superman de Spencer Gordon Bennet (serial) : un vieux mineur

#### Années 1950
- 1951 : L'Énigme du lac Noir (The Secret of Convict Lake) de Michael Gordon : Jerry
- 1952 : L'Ange des maudits (Rancho Notorious) de Fritz Lang : un shérif-adjoint
- 1952 : Le train sifflera trois fois (High Noon) de Fred Zinnemann : Sam
- 1953 : La Blonde du Far-West (Calamity Jane) de David Butler : un prospecteur
- 1955 : Tarantula ! de Jack Arnold : Jeb
- 1955 : Top Gun de Ray Nazarro : Casey
- 1956 : La Loi de la prairie (Tribute to a Bad Man) de Robert Wise : un vieux cowboy
- 1956 : La Loi du Seigneur (Friendly Persuasion) de William Wyler : un vieux fermier
- 1957 : Outlaw's Son de Lesley Selander : un conducteur de chariot
- 1957 : Violence dans la vallée (The Tall Stranger) de Thomas Carr : un rancher
- 1958 : La Journée des violents (Day of the Bad Man) d'Harry Keller : Roy
- 1958 : La Vallée de la poudre (The Sheepman) de George Marshall : un villageois
- 1958 : L'Homme de l'Ouest (Man of the West) d'Anthony Mann : Tom
- 1959 : Terre de violence (Good Day for a Hanging) de Nathan Juran : un fermier conduisant son chariot

#### Années 1960
- 1960 : L'Étrange Destin de Nicky Romano (Let No Man Write My Epitaph) de Philip Leacock : un pilier de bar
- 1961 : Les Bas-fonds new-yorkais (Underworld U.S.A.) de Samuel Fuller : un ivrogne
- 1962 : Lutte sans merci (13 West Street) de Philip Leacock : un vieux prisonnier

### Télévision
(séries)

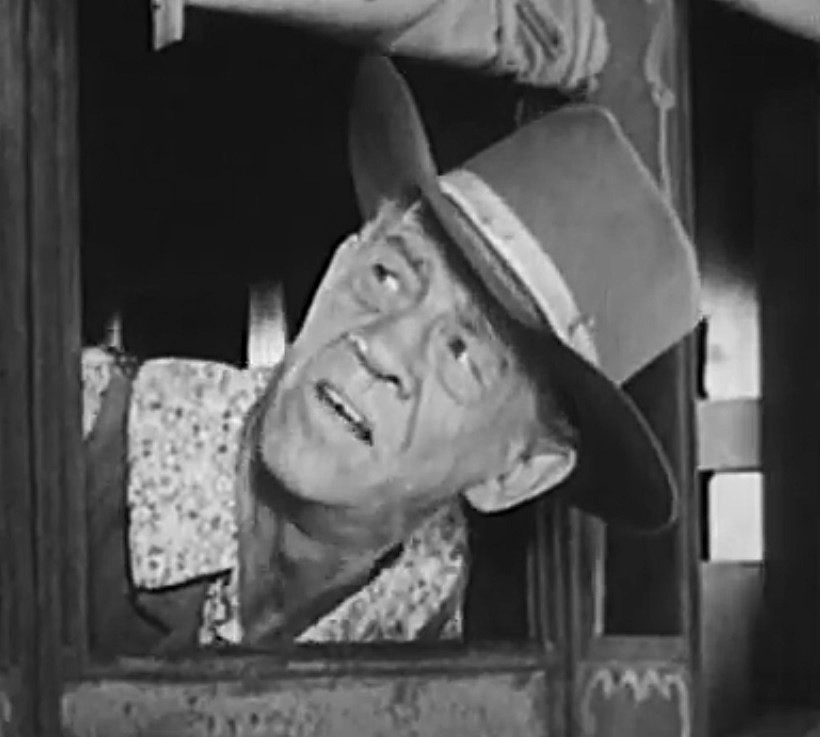
Dans Les Aventures de Kit Carson, épisode The Road to Monterey (1951)

- 1951-1955 : Les Aventures de Kit Carson (The Adventures of Kit Carson)
  - Saison 1, épisode 3 The Road to Monterey (1951) : un passager de la diligence
  - Saison 2, épisode 8 Powder Smoke Trail (1952 - le shérif Tucker) de John English et épisode 25 Claim Jumpers (1953 - Mark Sellers) de John English
  - Saison 4, épisode 23 Devil's Remuda (1955) de Paul Landres : rôle non spécifié
- 1952 : Cisco Kid (The Cisco Kid), saison 3, épisode 4 Pancho and the Pachyderme (Ben Griffith) et épisode 10 Dutchman's Flat (Dusty)
- 1953 : The Lone Ranger, saison 3, épisode 25 Tumblerock Law (le shérif-adjoint Tom Crothers) de Paul Landres, épisode 48 The Ghost of Coyote Canyon (le shérif Allbright) de Paul Landres et épisode 52 The Red Mark (le shérif Dexter)
- 1954-1956 : Schlitz Playhouse of Stars
  - Saison 3, épisode 42 The Black Mate (1954) de Roy Kellino : Evans
  - Saison 4, épisode 18 The Cool One (1955 - Alonzo Cooper) de William F. Claxton et épisode 41 A Mule for Santa Fe (1955 - rôle non spécifié) de Robert Florey
  - Saison 5, épisode 44 Flowers for Jenny (1956) de Don Weis : rôle non spécifié
- 1955 : Les Aventuriers du Far West (Death Valley Days), saison 3, épisode 9 The Big Team Rolls de Stuart E. McGowan : Sandy McPherson
- 1955 : Rintintin (The Adventures of Rin Tin Tin), saison 1, épisode 14 Rin Tin Tin and the Sacred Lance de Don McDougall et épisode 28 The Dead Man's Gold : Philly
- 1956 : Les Aventures de Superman (Adventures of Supermann), saison 4, épisode 1 Joey d'Harry Gerstad : Peter Thomas
- 1956-1957 : La Flèche  brisée (Broken Lance)
  - Saison 1, épisode 1 The Mail Riders (1956) d'Alvin Ganzer : un citoyen
  - Saison 2, épisode 11 Smoke Signal (1957) de Richard L. Bare : un éclaireur rebelle
- 1957 : Lassie, saison 3, épisode 29 The Search de Lesley Selander : le quincailler
- 1957 : Perry Mason, saison 1, épisode 4 Le Canard qui se noie (The Case of the Drowning Duck) de William D. Russell : un chauffeur de taxi
- 1958 : La Grande Caravane (Wagon Train), saison 1, épisode 37 The John Wilbot Story de Mark Stevens : l'homme gardant le cheval de Booth
- 1958 : Elfego Baca (The Nine Lives of Elfego Baca), saison 1, épisode pilote (même titre) de Norman Foster et épisode 2 Four Down and Five Lives to Go : le shérif-adjoint Carson
- 1959-1960 : Maverick
  - Saison 3, épisode 10 Easy Mark (1959) de Lew Landers : un conducteur de calèche
  - Saison 4, épisode 7 A Bullet for the Teacher (1960) : un fermier
- 1959-1961 : Bat Masterson
  - Saison 1, épisode 16 A Personal Matter (1959 - le shérif) et épisode 34 The Black Pearls (1959 - un prisonnier) d'Alan Crosland Jr.
  - Saison 2, épisode 15 Pigeon and Hawk (1960) d'Alan Crosland Jr. : le charpentier
  - Saison 3, épisode 13 The Lady Plays Her Hand (1960 - Pop) de Norman Foster et épisode 21 Run for Your Money (1961 - Eddie)
- 1959-1961 : Laramie
  - Saison 1, épisode 10 The General Must Die (1959 - Wilson) de Francis D. Lyon, épisode 14 The Lonesome Gun (1959 - Charlie) d'Alvin Ganzer et épisode 18 Day of Vengeance (1960 - Jim) de Francis D. Lyon
  - Saison 2, épisode 3 Three Rode West (1960 - Jerry) de Lesley Selander, épisode 19 Cactus City (1961 - Charlie), épisode 22 Rimrock (1961 - Tim) d'Herman Hoffman et épisode 28 The Tumbleweed Wagon (1961 - Johnson) de Lesley Selander
- 1960-1961 : Sugarfoot
  - Saison 3, épisode 11 Wolf Pack (1960) de Leslie Goodwins : Gil Wander
  - Saison 4, épisode 5 Toothy Thompson (1961) de Lee Sholem : un commerçant
- 1961 : Cheyenne, saison 6, épisode 9 The Brahma Bull de Gunther von Fritsch : un ancien
- 1962 : Les Hommes volants (Ripcord), saison 1, épisode 33 Last Chance de Franklin Adreon : Garet